# The Five(ish) Doctors Reboot
The Five(ish) Doctors Reboot (Le Retour des (presque) Cinq Docteurs) est une parodie de comédie de 2013 et un hommage au programme télévisé britannique de science-fiction Doctor Who. Il est apparu sur le service BBC Red Button après la diffusion de l'épisode spécial Le Jour du Docteur, diffusé à l'occasion du 50e anniversaire de la série. L'épisode a été écrit et réalisé par Peter Davison, qui joue aux côtés d'anciens acteurs ayant interprété le Docteur, comme Sylvester McCoy, Colin Baker et Paul McGann.
L'intrigue se concentre sur les personnages fictifs de Peter Davison, Colin Baker et Sylvester McCoy, qui deviennent mécontents après avoir découvert qu'ils n'ont pas été invités à participer à la production du 50e anniversaire de Doctor Who. Le trio se retrouve mêlé à des mésaventures alors qu'ils tentent de se faufiler sur le tournage du 50e anniversaire.

## Distribution
La plupart des acteurs apparaissent comme eux-mêmes. Le résumé ci-dessous répertorie leur connexion d'origine avec Doctor Who. Cette liste présente les noms par ordre d'apparition
- Sean Pertwee : fils de l'acteur Jon Pertwee (Troisième Docteur), le double parfois pour des audios Big Finish.
- Olivia Colman : "Maman" dans l'épisode Le Prisonnier zéro (Saison 5, 2010) et co-star de l'acteur du Dixième et Quatorzième Docteur, David Tennant et de l'actrice du Treizième Docteur, Jodie Whittaker dans la série ITV Broadchurch.
- Peter Davison : Cinquième Docteur
- Louis Davison et Joel Davison : Les fils de Peter Davison
- Matt Smith : Onzième Docteur
- Jenna Coleman : a joué Clara Oswald, compagne du Onzième et Douzième Docteur.
- Steven Moffat : producteur exécutif et scénariste principal de Doctor Who de 2010 à 2017.
- Heddi-Joy Taylor-Welch : 3e assistant réalisateur sur Doctor Who de 2007 à 2013.
- Louisa Cavell : Assistante réalisatrice de Doctor Who en 2013.
- Lauren Kilcar : Assistante costumière pour Le Jour du Docteur (2013).
- James DeHaviland : 2e assistant réalisateur sur Doctor Who en 2006 et depuis 2008.
- Janet Fielding : a joué Tegan Jovanka, compagne du Quatrième et Cinquième Docteur.
- Sylvester McCoy : Septième Docteur
- Colin Baker : Sixième Docteur
- Rhys Thomas : Comédien, acteur, écrivain et fan de Doctor Who.
- Georgia Tennant : À jouée Jenny dans La Fille du Docteur (Saison 4, 2008). Georgia est la fille de Peter Davison (Cinquième Docteur) et l'épouse de David Tennant (Dixième et Quatorzième Docteur). Elle a également été la productrice de The Five(ish) Doctors Reboot, sous son nom d'épouse Georgia Tennant.
- Olivia Darnley : actrice, amie de Georgia Tennant, puis partenaire d'Adam James qui est apparu dans le spécial Planète morte (Épisodes Spéciaux, Pâques 2009).
- Niky Wardley : a joué et doublée Tamsin Drew, compagne du Huitième Docteur dans les audios Big Finish et amie de Catherine Tate, qui a jouée la compagne Donna Noble.
- Marion Baker : Épouse de Colin Baker.
- Katy Manning : a joué Jo Grant, compagne du Troisième Docteur.
- Louise Jameson : a joué Leela, compagne du Quatrième Docteur.
- Carole Ann Ford : a joué Susan Foreman, petite-fille du Premier Docteur.
- Deborah Watling : a joué Victoria Waterfield, compagne du Deuxième Docteur.
- Sophie Aldred : a joué Ace, compagne du Septième Docteur.
- Sarah Sutton : a joué Nyssa, compagne des Quatrième et Cinquième Docteurs.
- Lalla Ward : a joué Romana II, compagne du Quatrième Docteur. Elle a été mariée à Tom Baker, le Quatrième Docteur, de 1980 à 1982.
- John Leeson : voix de K-9, le chien robotique et compagnon du Quatrième et Dixième Docteur.
- Anneke Wills : a jouée Polly, compagnon du Premier et Deuxième Docteur.
- Lisa Bowerman : a joué Karra et Bernice Summerfield, compagne du Septième Docteur dans les audios Big Finish.
- Matthew Waterhouse : a joué Adric, compagnon du Quatrième et Cinquième Docteur.
- Paul McGann : Huitième Docteur
- Jon Culshaw : Doubleur interprétant la voix de Tom Baker (Quatrième Docteur).
- Jemma Churchill : a doublé Lady Forleon dans l'audio Big Finish Doctor Who, Creatures of Beauty.
- Lucy Baker, Bindy Baker, Lally Baker, Rosie Baker : les filles de Colin Baker.
- Bruno du Bois : Assistant réalisateur sur Le Hobbit : Un voyage inattendu, dans lequel Sylvester McCoy incarne Radagast le Brun.
- Peter Jackson : réalisateur du film Le Hobbit : Un voyage inattendu et fan de Doctor Who.
- Ian McKellen : a doublé la Grande Intelligence dans l'épisode La Dame de glace, (Saison 7, Noël 2012) joue également Gandalf dans Le Hobbit : Un voyage inattendu.
- John Barrowman : a joué le Capitaine Jack Harkness en compagnie du Neuvième, Dixième et Treizième Docteur, et dans le spin-off Torchwood.
- Sarah Churm : joue la femme secrète de John Barrowman. Elle a également joué Sarah Braithwaite aux côtés de Peter Davison dans At Home with the Braithwaites.
- Alice Knight : joue la fille aînée secrète de John Barrowman.
- Olive Tennant : joue la fille cadette secrète de John Barrowman. Dans la vraie vie, elle est la fille de David et Georgia Tennant.
- Nick Jordan : Membre du personnel de Doctor Who Experience.
- Brad Kelly : Directeur commercial de Doctor Who Experience.
- David Tennant : Dixième et Quatorzième Docteur, marié à la fille de Peter Davison, Georgia.
- Richard Cookson : Scénariste pour le Spécial 50e anniversaire Le Jour du Docteur.
- Elizabeth Morton : Épouse de Peter Davison.
- Marcus Elliott : Joue un agent de sécurité. Artiste secondaire prolifique des nouvelles saisons de 2005, également connu sous le nom de Marcus Elliot.
- Ty Tennant : fils de Georgia Tennant et fils adoptif de David Tennant.
- Barnaby Edwards : Principal opérateur Dalek, réalisateur de plusieurs audios Doctor Who chez Big Finish et ami de longue date de Nicholas Pegg.
- Nicholas Pegg : Opérateur principal Dalek, scénariste et réalisateur de plusieurs audios Doctor Who chez Big Finish et ami de longue date de Barnaby Edwards
- David Troughton : Joue un opérateur Dalek. Fils de Patrick Troughton (Deuxième Docteur). Apparu dans The Enemy of the World (1967-1968), The War Games (1969), The Curse of Peladon (1972) et Un passager de trop (Saison 4, 2008). Apparu dans A Very Peculiar Practice avec Peter Davison.
- Nicholas Briggs : Joue un opérateur Dalek. Il est le doubleur de plusieurs monstres de Doctor Who, dont les Daleks, réalisateur et scénariste de plusieurs audios Doctor Who chez Big Finish ainsi que producteur exécutif global.
- Frank Skinner : Joue un opérateur Dalek. Il est comédien et fan de Doctor Who. Il jouera ensuite Perkins dans l'épisode du Douzième Docteur La Momie de l'Orient-Express (Saison 8, 2014).
- Adam Paul Harvey : Ancien associé de Georgia Tennant.
- Derek Ritchie : Scénariste de Doctor Who de 2013 à 2016.
- Michael Houghton : Joue un agent de sécurité. En tant que Mike Houghton, il était rédacteur à l'époque de Tom Baker et Peter Davison, ainsi que dans l'émission de Peter Davison, A Very Peculiar Practice.
- Dan Starkey : À joué à l'origine le commandant Sontarien Skorr dans A.T.M.O.S., première partie (Saison 4, 2008), a joué le personnage de Strax de 2011 à 2014 dans la série et depuis 2016 dans les audios Big Finish.
- Russell T Davies : Scénariste et producteur exécutif de Doctor Who de 2005 à 2010 et depuis 2023. Il a relancé la nouvelle série, avec le Neuvième Docteur, en 2005.
- Des Hughes : Producteur délégué de Doctor Who de 2012 à 2013.
- Gabriella Ricci : Coordinatrice adjointe de la production de Doctor Who de 2012 à 2013.
- Sandra Cosfeld : Secrétaire de production pour l'épisode L'Asile des Daleks (Saison 7A, 2012).
- Christian Brassington : Acteur qui a joué Alfred Stahlbaum dans l'épisode audio Doctor Who Big Finish The Silver Turk, partenaire d'écriture de Georgia Tennant et mari de Jennie Fava, qui a dirigé en tant qu'assistant le spécial et plusieurs saisons de Doctor Who.

Jemma Redgrave apparaît dans la scène finale sur l'écran de l'ordinateur avec Matt Smith et Jenna Coleman. La voix de John Hurt peut être entendue à travers des enregistrements d'archives de l'épisode Le Jour du Docteur avec Matt Smith et David Tennant dans la scène où Peter Davison, Colin Baker et Sylvester McCoy arrivent sur le plateau. Les deux ne sont pas crédités pour ces apparitions.
Peter Davison a initialement écrit un rôle pour Tom Baker. Comme Tom Baker n'a pas répondu à ses e-mails, Peter Davison a utilisé le même extrait de l'histoire inachevée de Doctor Who Shada qui avait précédemment été utilisé dans le spécial 20 ans, The Five Doctors (1983), pour expliquer, en plaisantant, son absence.

## Résumé
Dans un parc, les acteurs Sean Pertwee et Olivia Colman discutent de leurs prochains projets. Cependant, tous deux révèlent qu'ils n'ont pas reçu d'appels concernant leur apparition dans The Five(ish) Doctors Reboot, Olivia Colman se plaignant car elle pense qu'elle est "généralement dans tout".
Le jour de Noël 2012, L'acteur du Cinquième Docteur, Peter Davison, regarde La Dame de glace avec ses fils, Louis et Joel. Ils commentent le prochain spécial 50e anniversaire et se demandent si Peter Davison sera invité à revenir ou s'il mettra simplement en vedette les deux Docteurs les plus récents, David Tennant et Matt Smith. Peter Davison fait un rêve dans lequel il est invité à revenir et reçoit un traitement spécial, se terminant par une vision de Janet Fielding lui disant qu'aucun des anciens Docteurs ne sera invité à revenir. Au cours des prochains mois, lui, l'acteur du Sixième Docteur, Colin Baker, et l'acteur du Septième Docteur, Sylvester McCoy, attendent désespérément un appel les invitant à jouer dans la spéciale.
Un Peter Davison désillusionné assiste à une convention, où il n'est pas reconnu par un réceptionniste d'hôtel et les fans lui demandent s'il a entendu parler des apparitions dans l'épisode. Il appelle le producteur exécutif de Doctor Who, Steven Moffat, qui est plus intéressé à jouer avec ses figurines, et supprime les messages de Peter Davison, ainsi que Colin Baker et Sylvester McCoy qui ont également appelé pour apparaître. Sylvester McCoy mentionne son apparition dans Le Hobbit : Un voyage inattendu et Colin Baker mentionne avoir fait Je suis une célébrité, sortez-moi de là !. Lors d'une autre apparition à la convention, Peter Davison, Colin Baker et Sylvester McCoy regardent tous l'acteur du Huitième Docteur, Paul McGann, avec méfiance. Ils discutent de l'invitation de l'acteur du Quatrième Docteur, Tom Baker, pour les aider à s'impliquer, mais quand ils l'appellent, il se révèle être à nouveau coincé dans le Vortex du Temps. Paul McGann, n'ayant reçu aucune nouvelle concernant Doctor Who de son agent, dit qu'il veut participer à leurs projets "si le travail le permet, évidemment".
Après le congrès, Sylvester McCoy retourne en Nouvelle-Zélande pour continuer le tournage du Hobbit, mais décide de retourner en Angleterre après que le réalisateur Peter Jackson l'ait laissé assis à ne rien faire. Il est révélé que le plan de Peter Davison implique que trois d'entre eux, sachant que Paul McGann été occupé pour tourner The Night of the Doctor, protestent avec des panneaux de manifestation devant le Centre de Télévision de la BBC à Londres. Entre-temps, de retour en Nouvelle-Zélande, la disparition de Sylvester McCoy a gâché une scène avec Ian McKellen, bien que Ian McKellen lui-même dise à Jackson que la scène pourrait être « une légère amélioration » sans Sylvester McCoy. À Londres, John Barrowman, de passage, informe les trois acteurs que le tournage de Doctor Who a désormais lieu à Cardiff.
John Barrowman abandonne sa femme secrète et ses enfants pour y conduire le trio, chantant des airs de spectacle tout au long du trajet et leur donnant à chacun un exemplaire d'un de ses CD. Les anciens Docteurs entrent dans le Doctor Who Experience, volent leurs vieux costumes et, avec l'aide de David Tennant, le gendre de Peter Davison, sont capables d'infiltrer Roath Lock et d'accéder au tournage de l'épisode spécial 50 ans, Le Jour du Docteur. Au début, ils ne savent pas comment procéder pour entrer dans le spécial, mais finissent par prendre la place des trois opérateurs Daleks après les avoir enfermés dans leur chambre.
Après un contact rapproché avec des gardes de sécurité qui oblige le trio à se cacher sur le plateau, ils parviennent à s'échapper et à prendre un bus pour rentrer à Londres. Peter Davison reçoit un appel et l'ignore et il s'avère que c'est l'ancien producteur exécutif de Doctor Who, Russell T Davies, qui demande à participer au projet de Peter Davison, car il a également été exclu des 50 ans.
Dans la scène post-générique, Steven Moffat supprime la scène où les anciens Docteurs jouent les Daleks. Cependant, lorsque le rédacteur en chef de Steven Moffat revoit une autre scène, il voit les anciens Docteurs échapper aux gardes de sécurité sur le plateau en se cachant sous des linceuls dans la galerie souterraine. L'éditeur le cache à Steven Moffat, en veillant à ce que les anciens Docteurs apparaissent dans la spécial après tout.